# Le Yacht pavoisé au Havre
Le Yacht pavoisé au Havre est un tableau réalisé par Raoul Dufy en 1904. Cette huile sur toile représente un yacht au Havre. Elle est conservée au musée d'Art moderne André-Malraux.

## Expositions
- Apollinaire, le regard du poète, musée de l'Orangerie, Paris, 2016 — n°78.